# 粉花绣线菊
粉花绣线菊（学名：Spiraea japonica）为蔷薇科绣线菊属下的一个种。原产地为日本、朝鲜，在中国作为观赏植物种植。

## 别称
日本绣线菊（中国树木分类学），蚂蟥梢（陕西），火烧尖（贵州）

## 变种
该种的变异能力很强，位于中国的变种有：
- 渐尖叶粉花绣线菊（S. japonica var. acuminata），又名狭叶绣线菊，生长于河南、陕西、甘肃、湖北、湖南、江西、浙江、安徽、贵州、四川、云南、广西等地。常见于海拔950-4000米的山坡旷地、疏密杂木林中、山谷或河沟旁。
- 急尖叶粉花绣线菊（S. japonica var. acuta），生长于云南西部。常见于海拔2500-2700米的杂木林内或草坡上。
- 光叶粉花绣线菊（S. japonica var. fortunei），又名大绣线菊，生长于陕西、湖北、山东、江苏、浙江、江西、安徽、贵州、四川、云南。常见于海拔700-3000米的山坡、田野或杂木林下。
- 无毛粉花绣线菊（S. japonica var. glabra），又名红绣线菊，生长于安徽、浙江、四川、云南。常见于海拔1600-1900米的多石砾地或林下、林缘。
- 裂叶粉花绣线菊（S. japonica var. incisa），生长于四川、云南。常见于海拔3200-4000米的高山草原灌木丛中。
- 椭圆叶粉花绣线菊（S. japonica var. ovalifolia），又名卵叶绣线菊，生长于四川、云南。常见于海拔2500-3800米的山坡林边、岩石坡地或山沟中。

## 扩展阅读
- 維基物種上的相關：粉花绣线菊